# Holló Balázs (úszó)
Holló Balázs (Eger, 1999. február 10. –) kétszeres Európa-bajnok magyar úszó.

## Pályafutása
Édesapja labdarúgó volt, édesanyja tizenhárom éves koráig úszott, testvére pedig először négy évig vízilabdázott, majd négy évig az Egri Úszóklubnál úszott. Ő maga ötévesen kezdett el úszni. Többször volt országos ifjúsági bajnok, és juniorként az arab felnőtt bajnokságot is megnyerte 200 és 400 méteres vegyesúszásban.
A 2015. évi nyári európai ifjúsági olimpiai fesztiválon Tbilisziben a fiú 4 × 100 méteres gyorsváltó tagjaként (csapattársak: Végh István, Barta Márton, Márton Richárd) bronzérmet szerzett. A vegyes 4 × 100 méteres vegyesváltó tagja is volt (csapattársak: Ilyés Laura, Labán Eszter, Barta Márton), az előfutamok során a legjobb időt úszták, de a döntőben nem indultak. Egyéniben a 200 méteres gyorsúszásban nem került a döntőbe, összesítésben a tizedik helyen végzett. Az előfutamok során 200 méteres vegyesúszásban a második, míg 400 méteren pedig a harmadik legjobb időt úszta, de mivel mindkét számban honfitársa, Barta Márton előrébb végzett, így a döntőben nem indult.
Tagja volt a riói 2016. évi nyári olimpiai játékokon részt vevő magyar csapatnak, a férfi 4 × 200 méteres gyorsváltóba nevezték tartalékként, de végül nem indították.
2017 június végén és július elején a Netánjában rendezett junior Európa-bajnokságon a 400 méteres gyorsúszásban bronzérmes, a 4 × 200 méteres férfi gyorsváltóval (Németh Nándor, Márton Richárd, Milák Kristóf) pedig aranyérmes lett.
A 2017 augusztusában Indianapolisban rendezett junior világbajnokságon a 4 × 200 méteres férfi gyorsváltóval (Németh Nándor, Márton Richárd, Milák Kristóf) aranyérmet, 400 méteres gyorsúszásban pedig ezüstérmet szerzett.
A 2017-es rövid pályás úszó-Európa-bajnokságon Koppenhágában 400 méteres gyorsúszásban összesítésben a 21., a 400 méteres vegyesúszásban összesítésben a 15. helyen végzett. A tokiói olimpián a 4 × 200 méteres gyorsváltó tagjaként (Zombori Gábor, Márton Richárd, Kozma Dominik) vett részt, de nem jutottak döntőbe, a négyest rossz váltás miatt kizárták előfutamukból.
A 2022-es Európa-bajnokságon a 4 × 200 méteres vegyes váltóval első lett. A Fukuokában rendezett 2023-as úszó-világbajnokságon 400 méteres vegyesúszásban a 8. helyen zárt.
A 2024-es párizsi olimpián 400 méteres gyorsúszásban 9. helyen végzett.

## Magyar bajnokság
|                      | 2014 | 2015 | 2016 | 2017 | 2018 | 2019 | 2020 | 2021 | 2022 | 2023 | 2024 |
| -------------------- | ---- | ---- | ---- | ---- | ---- | ---- | ---- | ---- | ---- | ---- | ---- |
| 200 m gyors          |      |      |      | 6.   | 6.   |      | 4.   | 3.   |      | 3.   |      |
| 400 m gyors          |      |      |      | 4.   | 4.   | 2.   | 1.   |      |      | 2.   |      |
| 100 m pillangó       |      |      |      |      |      |      |      |      |      |      | 4.   |
| 200 m pillangó       |      |      |      |      |      |      |      |      |      |      | 3.   |
| 200 m vegyes         |      | 4.   | 7.   |      |      |      |      | 1.   | 3.   | 3.   | 3.   |
| 400 m vegyes         | 5.   | 6.   | 3.   | 3.   | 6.   | 4.   |      | 7.   | 1.   | 2.   | 2.   |
| 4 × 100 m gyors      |      |      | 3.   | 1.   | 2.   | 3.   |      | 3.   | 4.   |      |      |
| 4 × 200 m gyors      | 7.   | 2.   | 2.   | 1.   | 1.   | 2.   |      | 3.   | 2.   | 1.   | 1.   |
| 4 × 100 m vegyes     |      | 3.   | 2.   | 2.   |      |      |      | 6.   |      |      |      |
| 4 × 100 m gyors mix  | 5.   | 5.   | 5.   | 5.   | 3.   |      | 5.   | 6.   |      |      |      |
| 4 × 100 m vegyes mix |      |      |      |      |      |      |      |      | 6.   |      |      |